# Krasnoarmiiske, Rozdolne
Krasnoarmiiske (în ucraineană Красноармійське) este un sat în comuna Zîmîne din raionul Rozdolne, Republica Autonomă Crimeea, Ucraina.

## Demografie
Componența lingvistică a localității Krasnoarmiiske
     Ucraineană (54,18%)
     Rusă (27,62%)
     Tătară crimeeană (14,56%)
     Alte limbi (0,86%)
Conform recensământului din 2001, majoritatea populației localității Krasnoarmiiske era vorbitoare de ucraineană (54,18%), existând în minoritate și vorbitori de rusă (27,62%) și tătară crimeeană (14,56%).